# Damon variegatus
Espèce
Synonymes
- Phrynus variegatus Perty, 1834
- Nanodamon cinctipes Pocock, 1894

Damon variegatus est une espèce d'amblypyges de la famille des Phrynichidae.

## Distribution
Cette espèce se rencontre en Afrique du Sud, en Namibie, au Botswana, au Zimbabwe, au Zambie, au Mozambique, au Congo-Kinshasa, en Tanzanie, en Éthiopie et au Soudan,.

## Description

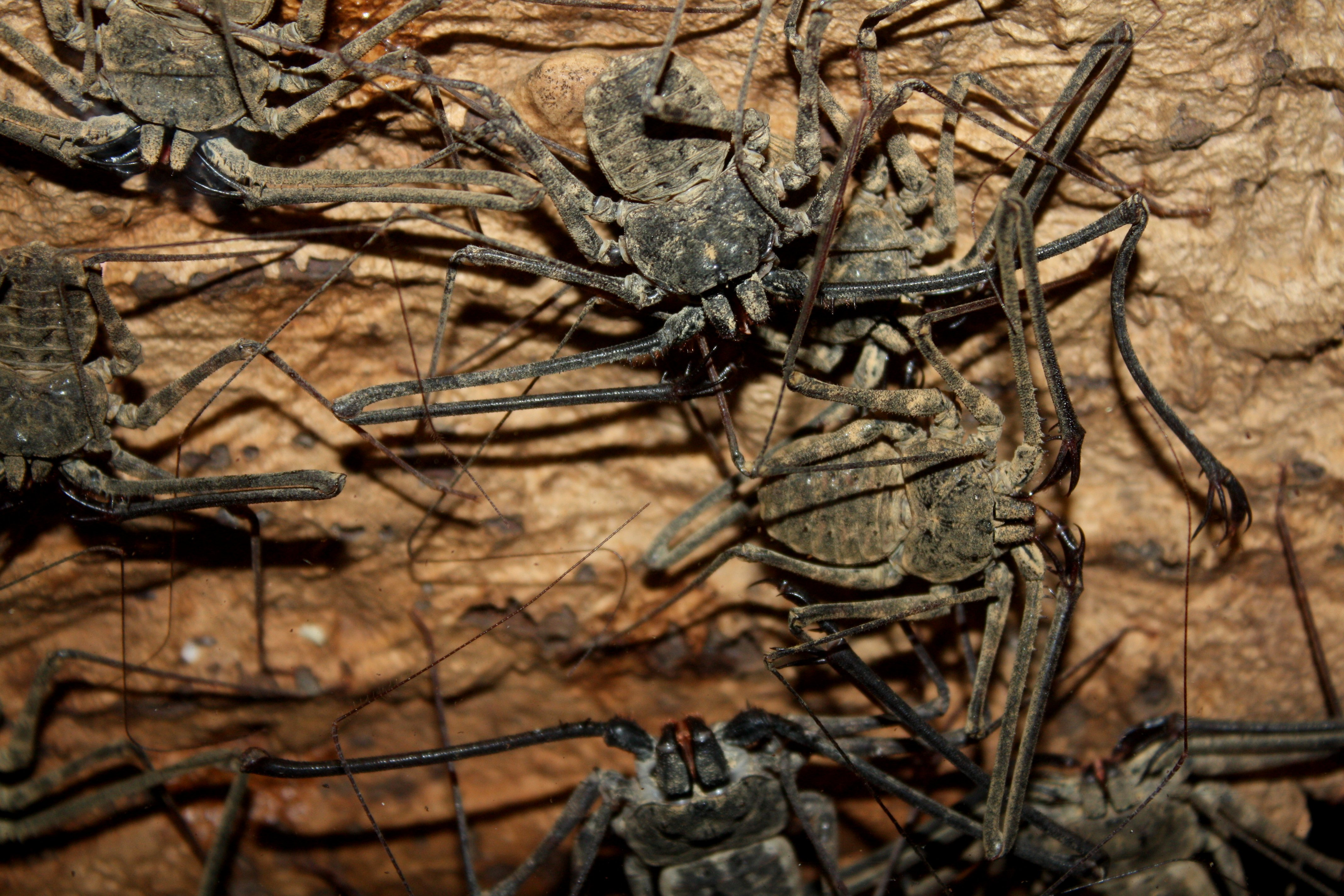
Damon variegatus

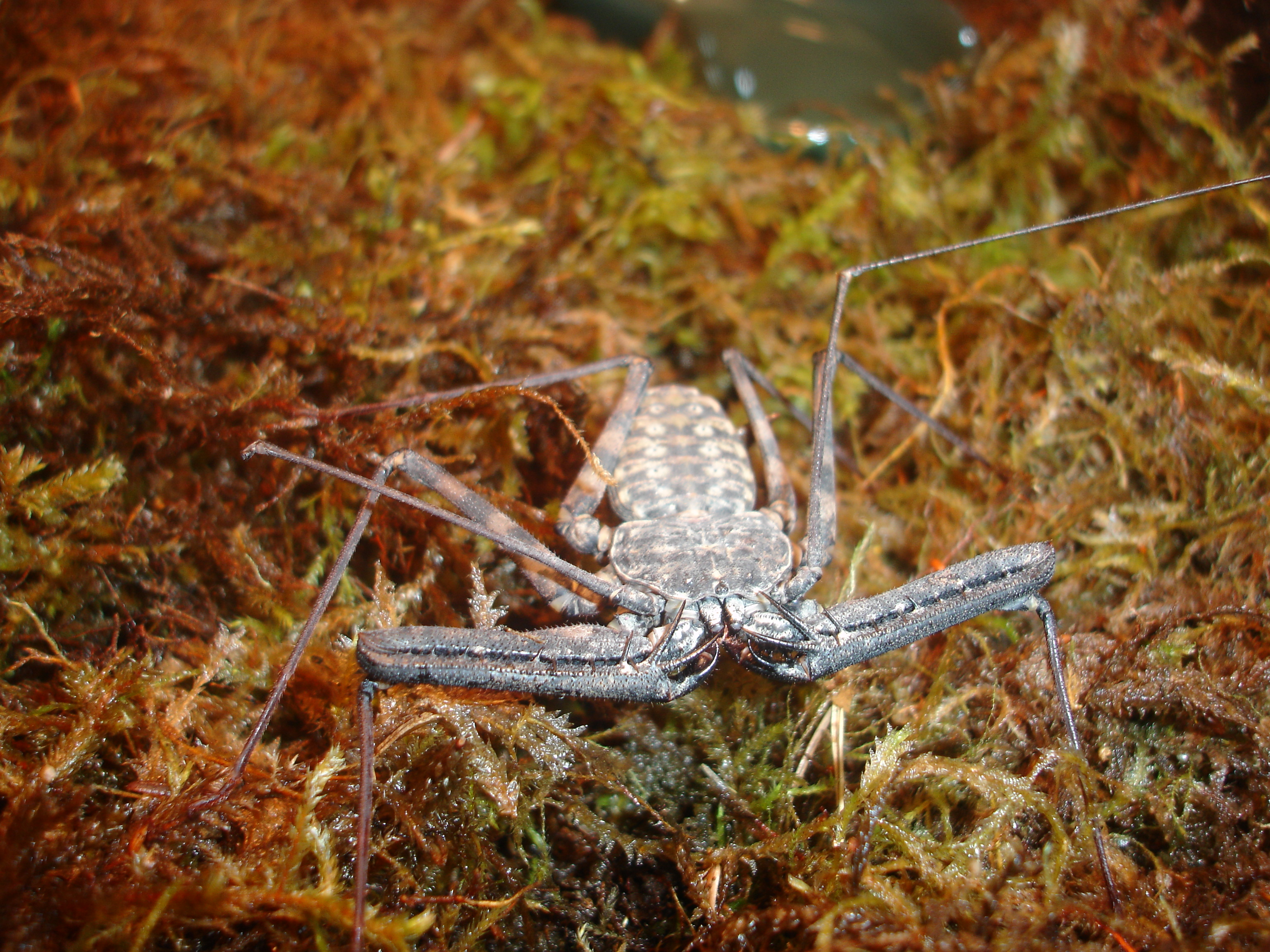
Damon variegatus

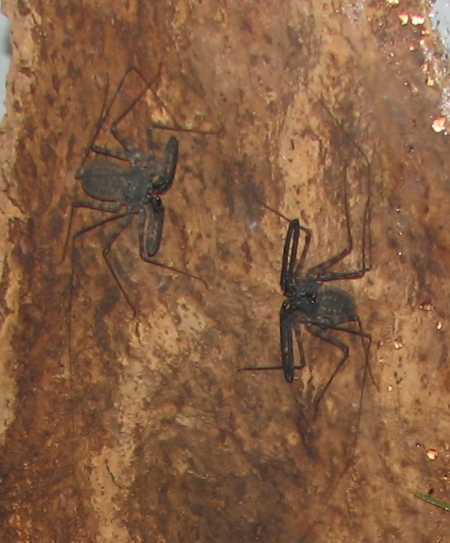
Damon variegatus

Damon variegatus est constitué, tout comme les autres arachnides, de deux parties principales, un abdomen et un céphalothorax sur lequel sont fixées les pattes et les pédipalpes. On y retrouve trois paires de pattes ambulatoires et une paire de pattes dites antenniformes ou tactiles, qui permet à l'amblypyge de mieux se situer dans l'espace ou d'attirer une proie en la chatouillant pour l'amener droit vers les pédipalpes et ainsi facilité sa capture.
Leur morphologie très aplatie leur permet de se glisser dans de petite fissures ou en tous cas dans des recoins inaccessibles pour la majeure partie des animaux.
Les pédipalpes des mâles sont en règle générale plus large que celles des femelles.
Non venimeux, cet aspect effrayant et des pattes fragiles incitent à éviter les manipulations. Vif, c'est un animal intéressant et apparemment facile à reproduire en captivité. 
Cette espèce se nourrit d'insectes adaptés à sa taille.
C'est un animal strictement arboricole se déplaçant latéralement, de la même façon que le ferait un crabe.

## Publication originale
- Perty, 1834 : Arachnides Brasilienses. Delectus animalium articulatorum, quae in itinere per Brasiliam annis MDCCCXVIIMDCCCXX jussu et auspiciis Maximiliani Josephi I. Bavariae Regis Augustissimi peracto collegerunt dr. J. B. de Spix et dr. C. F. Ph. de Martius. Monachii, Munich, p. 191–209.